# Bodell River
Bodell River är ett vattendrag i Kanada.   Det ligger i provinsen Ontario, i den östra delen av landet, 700 km nordväst om huvudstaden Ottawa.
I omgivningarna runt Bodell River växer i huvudsak barrskog. Trakten runt Bodell River är nära nog obefolkad, med mindre än två invånare per kvadratkilometer.